# Babiana radiata
Babiana radiata är en irisväxtart som beskrevs av Peter Goldblatt och John Charles Manning. Babiana radiata ingår i släktet Babiana och familjen irisväxter. Inga underarter finns listade i Catalogue of Life.